# Puchar Ukrainy w piłce nożnej (2018/2019)
Puchar Ukrainy 2018/2019 (oficjalna nazwa: Puchar Ukrainy w piłce nożnej, ukr. Кубок України з футболу) – 28. rozgrywki ukraińskiej PFL, mające na celu wyłonienie zdobywcy krajowego Pucharu, który zakwalifikuje się tym samym do Ligi Europy UEFA sezonu 2019/2020. Sezon trwa od 18 lipca 2018 do 15 maja 2019.
W sezonie 2018/2019 rozgrywki te składały się z:
- pierwszej rundy wstępnej
- drugiej rundy wstępnej
- trzeciej rundy wstępnej, do której dołączyły 6 zespołów Premier-lihi sezonu 2017/2018,
- meczów 1/8 finału,
- meczów 1/4 finału,
- meczów 1/2 finału,
- meczu finałowego.

## Drużyny
Do rozgrywek Pucharu przystąpiło 50 klubów: 12 z Premier-lihi, 16 z Pierwszej Lihi i 20 z Drugiej Lihi oraz Zdobywca i Finalista Pucharu Ukrainy 2017/18 roku wśród drużyn amatorskich.
| Kluby Premier Lihi: | Kluby Pierwszej Lihi: | Kluby Drugiej Lihi: | Finaliści Pucharu Ukrainy spośród drużyn amatorskich:        |
| - Arsenał Kijów - Czornomoreć Odessa - Desna Czernihów - Dynamo Kijów - Karpaty Lwów - FK Lwów - FK Mariupol - FK Ołeksandrija - Olimpik Donieck - Szachtar Donieck - Worskła Połtawa - Zoria Ługańsk | - Ahrobiznes Wołoczyska - Awanhard Kramatorsk - Bałkany Zoria - SK Dnipro-1 - Hirnyk-Sport Horiszni Pławni - Inhułeć Petrowe - Kobra Charków - Kołos Kowaliwka - Metalist 1925 Charków - MFK Mikołajów - Obołoń-Browar Kijów - Prykarpattia Iwano-Frankiwsk - Ruch Winniki - PFK Sumy - Wołyń Łuck - Zirka Kropywnycki | - Bukowyna Czerniowce - Czajka Petropawliwśka Borszczahiwka - Czerkaszczyna-Akademia - Enerhija Nowa Kachowka - Hirnyk Krzywy Róg - FK Kałusz - Kremiń Krzemieńczuk - Krystał Chersoń - Metałurh Zaporoże - FK Mynaj - Myr Hornostajiwka - Naftowyk-Ukrnafta Ochtyrka - FK Nikopol - Nywa Tarnopol - Nywa Winnica - Podilla Chmielnicki - Polissia Żytomierz - Reał Farma Odessa - Tawrija Symferopol - Weres | - ŁNZ-Łebedyn (zdobywca) - Wiktorija Mykołajiwka (finalista) |

## Terminarz rozgrywek

### Pierwsza runda wstępna (1/64)
Mecze rozegrano 18 lipca 2018, z wyjątkiem meczu Tawrija Symferopol - Czajka Petropawliwśka Borszczahiwka, który odbył się 17 lipca 2018.
| Tawrija Symferopol         | 1:0 | Czajka Petropawliwśka Borszczahiwka |                       |
| Podilla Chmielnicki        | 0:2 | Metałurh Zaporoże                   |                       |
| Wiktorija Mykołajiwka      | 2:1 | Nywa Tarnopol                       |                       |
| Reał Farma Odessa          | 0:2 | Nywa Winnica                        |                       |
| ŁNZ-Łebedyn                | 0:0 | Polissia Żytomierz                  | dod., k.4:2           |
| Naftowyk-Ukrnafta Ochtyrka | -:+ | Hirnyk Krzywy Róg                   | rezygnacja gospodarzy |
| FK Kałusz                  | 1:1 | Bukowyna Czerniowce                 | dod., k.4:3           |
| Weres                      | 1:1 | FK Mynaj                            | dod., k.9:10          |
| Enerhija Nowa Kachowka     | 0:1 | Krystał Chersoń                     |                       |
| FK Nikopol                 | 1:4 | Myr Hornostajiwka                   |                       |

### Druga runda wstępna (1/32)
Mecze rozegrano 22 sierpnia 2018, z wyjątkiem meczu Metałurh Zaporoże - SK Dnipro-1, który odbył się 20 września 2018.
| Nywa Winnica           | 2:1 | Hirnyk-Sport Horiszni Pławni |                  |
| ŁNZ-Łebedyn            | 1:1 | Hirnyk Krzywy Róg            | dod., k.2:4      |
| Inhułeć Petrowe        | 1:0 | Kołos Kowaliwka              |                  |
| FK Mynaj               | 3:1 | Prykarpattia Iwano-Frankiwsk |                  |
| Metalist 1925 Charków  | 2:0 | Obołoń-Browar Kijów          |                  |
| PFK Sumy               | +:- | Kobra Charków                | rezygnacja gości |
| Wiktorija Mykołajiwka  | 1:1 | Myr Hornostajiwka            | dod., k.1:3      |
| Czerkaszczyna-Akademia | 3:1 | Ruch Winniki                 |                  |
| FK Kałusz              | 2:1 | Awanhard Kramatorsk          | dod.             |
| Tawrija Symferopol     | 2:3 | Wołyń Łuck                   | dod.             |
| Kremiń Krzemieńczuk    | 1:2 | Zirka Kropywnycki            |                  |
| Bałkany Zoria          | 0:1 | MFK Mikołajów                |                  |
| Krystał Chersoń        | 1:1 | Ahrobiznes Wołoczyska        | dod., k.4:2      |
| Metałurh Zaporoże      | 0:2 | SK Dnipro-1                  |                  |

### 1/16 finału
Mecze rozegrano 26 września 2018, z wyjątkiem meczu PFK Sumy - Karpaty Lwów, który odbył się 25 września 2018.
| PFK Sumy               | 0:3 | Karpaty Lwów          |             |
| Krystał Chersoń        | 2:3 | Desna Czernihów       |             |
| Myr Hornostajiwka      | 0:3 | Inhułeć Petrowe       |             |
| Nywa Winnica           | 0:0 | Hirnyk Krzywy Róg     | dod., k.3:4 |
| FK Kałusz              | 1:0 | Metalist 1925 Charków | dod.        |
| Zirka Kropywnycki      | 1:1 | Olimpik Donieck       | dod., k.4:5 |
| Czerkaszczyna-Akademia | 3:2 | Arsenał Kijów         | dod.        |
| FK Mynaj               | 3:1 | MFK Mikołajów         |             |
| SK Dnipro-1            | 2:1 | Wołyń Łuck            |             |
| Czornomoreć Odessa     | 3:0 | FK Ołeksandrija       |             |

### 1/8 finału
Mecze rozegrano 31 października 2018.
| Inhułeć Petrowe        | 3:1 | FK Mariupol     |             |
| Szachtar Donieck       | 3:2 | Olimpik Donieck |             |
| FK Kałusz              | 0:3 | SK Dnipro-1     |             |
| Czornomoreć Odessa     | 1:2 | Worskła Połtawa |             |
| Desna Czernihów        | 1:1 | Zoria Ługańsk   | dod., k.4:5 |
| FK Mynaj               | 1:3 | Dynamo Kijów    |             |
| Hirnyk Krzywy Róg      | 0:1 | FK Lwów         |             |
| Czerkaszczyna-Akademia | 0:1 | Karpaty Lwów    |             |

### 1/4 finału
Mecze rozegrano 7 kwietnia 2019.
| Inhułeć Petrowe  | 1:1 | Karpaty Lwów    | dod., k.5:4 |
| SK Dnipro-1      | 2:0 | Worskła Połtawa |             |
| Szachtar Donieck | 1:1 | Dynamo Kijów    | dod., k.4:3 |
| FK Lwów          | 0:1 | Zoria Ługańsk   |             |

### 1/2 finału
Mecze rozegrano 17 kwietnia 2019.
| Inhułeć Petrowe | 2:1 | Zoria Ługańsk    |  |
| SK Dnipro-1     | 0:2 | Szachtar Donieck |  |

### Finał
Mecz został rozegrany 15 maja 2019.
| 15 maja 2019 21:00 | Szachtar Donieck · Tetê 27' 39' · Moraes 45+1' · Solomon 64' | 4:0(3:0)Raport | Inhułeć Petrowe | Sławutycz Arena, Zaporoże Widzów: 11100 Sędzia: Jewhen Aranowski (Kijów) |
|                    |                                                              |                |                 |                                                                          |

| Zdobywca Pucharu Ukrainy 2018/19 |
| -------------------------------- |
| Szachtar Donieck 13 tytuł        |
| ...                              |